# Possum Bourne
Peter Raymond George "Possum" Bourne (13 april 1956 – 30 april 2003) was een Nieuw-Zeelands rallyrijder.

## Carrière
Possum Bourne maakte in 1979 zijn debuut in de rallysport. In de jaren tachtig profileerde hij zich met semi-officiële steun van Subaru als een specialist in rondes van het Wereldkampioenschap Rally buiten Europa, met name die van Nieuw-Zeeland en de Safari Rally. Toen Subaru vanaf begin jaren negentig in zee ging met Prodrive, en een serieuze WK-campagne onderging, maakte Bourne een tal van gastoptredens, voornamelijk in zijn thuisrally's. Zijn beste WK-resultaat had hij op dat moment al geboekt met een derde plaats in Nieuw-Zeeland 1987, achter het stuur van een Subaru RX Turbo. Tijdens de Rally van Australië in 1993 kwam zijn vaste navigator Rodger Freeth in een ongeluk om het leven, waardoor Bourne bijna de helm aan de wilgen hing. Uiteindelijk besloot hij toch door te gaan en schreef hij drie keer het Asia Pacific Rally Championship op zijn naam (1993, 1994 en 2000), was hij actief in het Legacy- en het Impreza-model van Subaru. Ook won hij tussen 1992 en 2002 de Australische rallytitel acht keer.
Bourne kwam om het leven nadat hij betrokken was bij een auto-ongeluk voorafgaand aan een heuvelklimrally waaraan hij zou deelnemen. Hij botste frontaal op een tegenligger, waardoor hij ernstige verwondingen aan het hoofd opliep. Hij raakte in coma en bezweek twaalf dagen na het ongeluk aan zijn verwondingen.
Als eerbetoon aan de beste rallyrijder uit Nieuw-Zeeland, werd er in 2004 een klassementsproef van de WK-rally van Nieuw-Zeeland naar zijn bijnaam "Possum" vernoemd.